# Hôtel de Raguse
L'hôtel de Raguse  également nommé hôtel de Marmont, hôtel Thélusson (à ne pas confondre avec l'hôtel Thélusson de la rue de Provence) ou hôtel Gouffier est un hôtel particulier fortement dénaturé situé 51 rue de Paradis, dans le 10e arrondissement de Paris.

## Histoire
L’hôtel fut construit en 1779 sur un terrain s'étendant du 51 au 59 rue de Paradis et 64 rue du Faubourg-Poissonnière acquis par l’architecte et spéculateur immobilier Claude-Martin Goupy revendu à Louis Guillaume Angélique de Gouffier et à sa femme Marie-Françoise la Cropte d’Estubac qui firent bâtir deux hôtels par un architecte peu connu, Munster. Ces hôtels furent ensuite agrandis mais l’hôtel sur la rue du Faubourg-Poissonnière a disparu et seul subsiste celui du 51 rue de Paradis. 
En 1788, l'État actuel de Paris indique : « Rue de Paradis […] / [n°]19 Hôtel bâti par M. Jallier, architecte, pour M. le comte de Thélusson ».  Paul-Louis de Thélusson avait en effet racheté l'hôtel trois ans plus tôt avec ses deux frères cadets, Jean-Isaac et Pierre-Germain. Les trois fils de Georges-Tobie de Thélusson et de Marie-Jeanne Girardot de Vermenoux confient la transformation de l'édifice initial à l'architecte Claude Jean-Baptiste Jallier de Savault, qui avait été chargé d'une partie de la maîtrise d'œuvre de l'hôtel Thélusson de la rue de Provence au début de la décennie. On sait que les travaux sont en cours lorsque Jean-Isaac de Thélusson épouse Aimée Marie-Louise Rilliet, le 28 novembre 1787.

Mention de l'hôtel dans lÉtat actuel de Paris (1788).

Dans les années 1790, cet hôtel était la propriété du banquier Jean-Frédéric Perregaux qui le donne en dot à sa fille Hortense, épouse d’Auguste-Frédéric-Louis Viesse de Marmont duc de Raguse et maréchal de Marmont. Devant l'invasion des troupes de l'Autriche, de la Prusse et de la Russie, la capitulation de Paris y est signée le 31 mars 1814 à deux heures du matin par Marmont pour la France et Michel Fédorovitch Orlof représentant le tsar Alexandre Ier de Russie pour les alliés.
L’hôtel est ensuite vendu  par la duchesse de Raguse à Alexandre Aguado marquis de Las Marismas.
Il fut occupé à partir de la fin du XIXe siècle par des entreprises, notamment l’agence de la fabrique de céramique de Vallauris. La cheminée du grand salon et la décoration du deuxième salon de style Premier Empire font l'objet d'une inscription au titre des monuments historiques par arrêté du 26 octobre 1927. Il fut surélevé et dénaturé en 1930.

## Architecture et décors

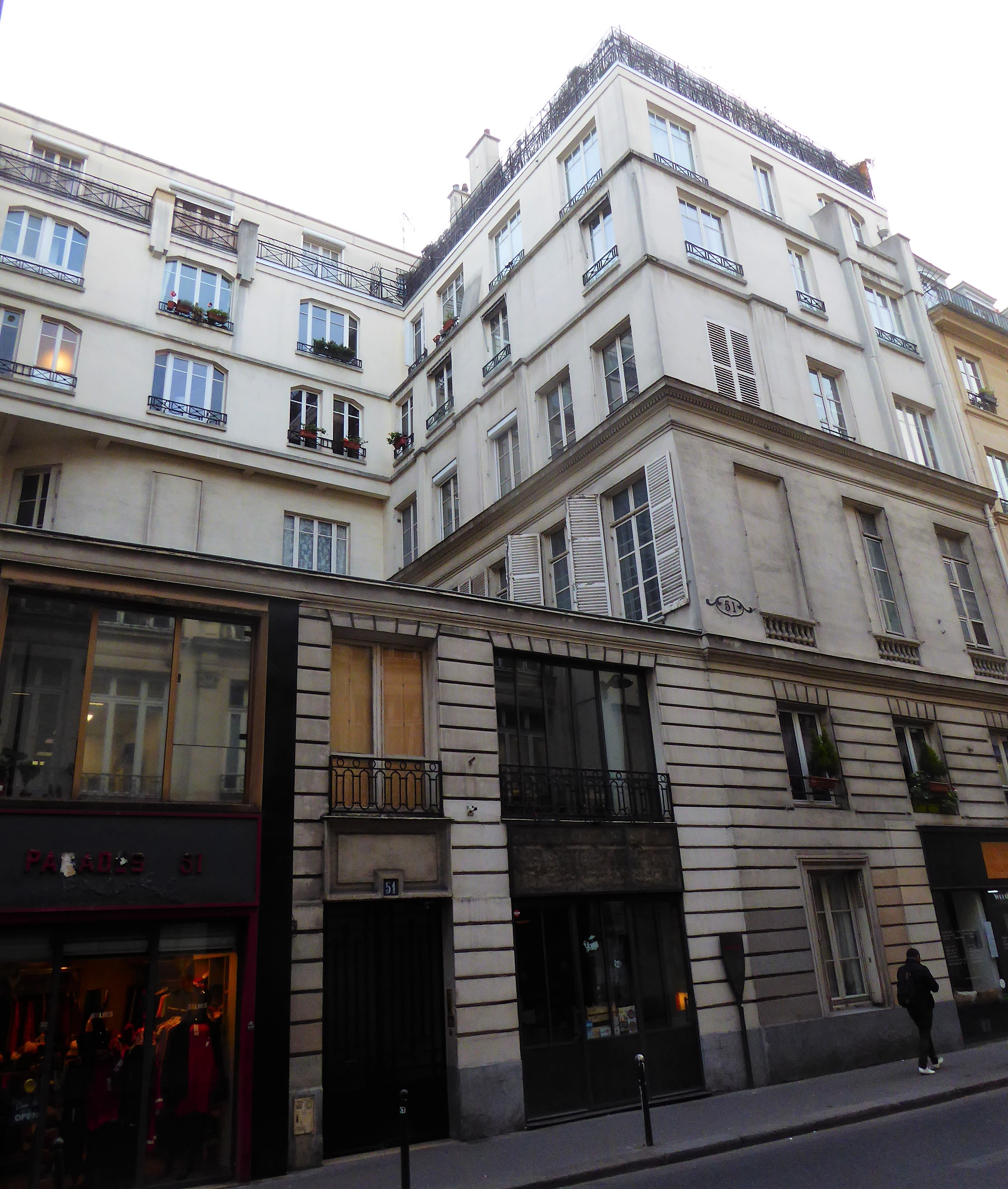
Hôtel Gouffier, 51 rue de Paradis.

Une porte cochère donnait accès à la cour profonde de 13 mètres sur une largeur de 9,5 mètres entourée de deux corps de logis d’une élévation à l'origine d'un étage sur rez-de-chaussée surmonté d'un toit mansardé. 
L'aile gauche de deux travées sur rue et l'aile droite de trois travées communiquaient, sur rue par une terrasse, en fond de cour par une galerie. 
Les frères Thélusson le transforment à la fin des années 1780 en surélevant les deux ailes d’un étage et en remplaçant l’ancienne galerie en fond de cour par un bâtiment circulaire de même hauteur. Le positionnement d'un volume circulaire au centre du logis est un élément que Jallier de Savault emploie dans la plupart de ses projets d’architecture domestique antérieurs (notamment au château de Montvillers). En termes de décor, la grande simplicité du parti (façades lisses, chambranles des baies non moulurées, bandeaux horizontaux simples et corniche à denticules) rappelle également la manière de l'architecte à cette époque.  
Un grand salon rond décoré par Charles Percier vers 1800 éclairé par de grandes baies est aménagé à l’étage au centre de ce bâtiment. 
Ce décor intérieur du salon est protégé.